# میخائیل رم
میخائیل ایلیچ رُم (روسی: Михаи́л Ильи́ч Ромм؛ ۱۱ ژانویهٔ ۱۹۰۱ – ۱ نوامبر ۱۹۷۱) کارگردان فیلم، فیلم‌نامه‌نویس، تدوین‌گر، و کارگردان نمایش اهل امپراتوری روسیه و از تبار یهودیان آلمان بود.
از فیلم‌ها یا مجموعه‌های تلویزیونی که وی در آن‌ها نقش داشته‌است، می‌توان به لنین در ۱۹۱۸ اشاره نمود.
وی همچنین برندهٔ جوایزی همچون نشان انقلاب اکتبر، جایزه هنرمند مردمی اتحاد جماهیر شوروی، جایزه دولتی برادران واسیلیف، و نشان لنین شده‌است.